# غسة
الغسة (الاسم العلمي: Otostegia) هي جنس من النباتات يتبع الفصيلة الشفوية من رتبة الشفويات.

## أنواع الغسة
- غسة إلنبكية (الاسم العلمي:Otostegia ellenbeckii)
- غسة خلنجية (الاسم العلمي:Otostegia ericoidea)
- غسة إرلانجيرية (الاسم العلمي:Otostegia erlangeri)
- غسة شجيرية (الاسم العلمي:Otostegia fruticosa)
- غسة هلدبراندتي (الاسم العلمي:Otostegia hildebrandtii)
- غسة ميغيورتية (الاسم العلمي:Otostegia migiurtiana)
- غسة متواضعة (الاسم العلمي:Otostegia modesta)
- غسة نيكتينية (الاسم العلمي:Otostegia nikitinae)
- غسة شينيكوفية (الاسم العلمي:Otostegia schennikovii)
- غسة لبدية (الاسم العلمي:Otostegia tomentosa)
- غسة صغيرة الأوراق (الاسم العلمي:Otostegia microphylla)
- غسة منتشرة (الاسم العلمي:Otostegia repandra)